# Lafayette (Colorado)
Lafayette è un centro abitato (city) degli Stati Uniti d'America, situato nella contea di Boulder dello Stato del Colorado. Nel censimento del 2000 la popolazione era di 23.197 abitanti.

## Geografia fisica
Secondo i rilevamenti dell'United States Census Bureau, Lafayette si estende su una superficie di 23,1 km².